# Granja (Ceará)
Pour les articles homonymes, voir Granja.
Granja est une ville brésilienne de l'État du Ceará. Sa population était estimée à 52 670 habitants en 2010. La municipalité s'étend sur 2 697 km2.

## Maires
| Période | Période | Identité        | Étiquette | Qualité |
| ------- | ------- | --------------- | --------- | ------- |
| 2009    | 2012    | Esmerino Arruda | PSDB      |         |